# La Fête de Maria

La Fête de Maria (titre original : Mária-nap) est un film hongrois, réalisé par Judit Elek et sorti en 1984.

## Synopsis
Septembre 1866. La famille Szendrey célèbre la fête de la jeune mariée, Maria. Or, la sœur de Maria, Julia, fut l'épouse du poète et patriote Sándor Petőfi, mort dix-sept ans plus tôt sur le champ de bataille de Segesvár. Une fête chez les Szendrey n'est donc pas une fête ordinaire... on communie dans l'évocation du héros national, et toute la Hongrie se sent aussi concernée... 

## Fiche technique
- Titre original : Mária-nap
- Titre français : La Fête de Maria
- Réalisation : Judit Elek
- Scénario : György Pethő, Luca Karall
- Photographie : Emil Novák, couleurs
- Musique : Gábor Csalog
- Décors : Tamás Banovich
- Costumes : Györgyi Szakács
- Durée : 114 minutes
- Pays de production :  Hongrie
- Année de réalisation : 1983
- Date de sortie :
  - Hongrie : 6 septembre 1984

## Distribution artistique
- Edit Handel : Júlia Szendrey
- Éva Igó : Mária Szendrey
- Sándor Szabó : Ignác Szendrey
- Tamás Fodor : Árpád Horvát
- Imre Csiszár : Pál Gyulai
- Lajos Kovács (en) : István Petőfi

## Commentaire
« […] La Fête de Maria se situe là où se croisent les voies de Peut-être demain (1979) et du Procès Martinovics (1980). D'une part, l'attention angoissée au microcosme familial, d'autre part la relecture minutieuse, documentée, transgressive, sans doute, d'un moment de l'histoire familiale. Le film est placé sous le signe de la mort, et en même temps la sensibilité de son auteur l'emplit d'une violente pulsion de vie, d'une exigence dure de communication », indique, en substance, Jean-Pierre Jeancolas. Il poursuit sur la vision de « l'automne solaire, des canotiere, des voilettes, du pique-nique dans la lumière de Manet qui enveloppe le pourrissement des corps », ceux des deux héroïnes, resplendissantes de beauté, mais, néanmoins, condamnées par l'insidieuse maladie. « […] Et c'est peu à peu que le film, à l'image de cette luxuriante nature de la fin de l'été, que guettent déjà les ors et la pourriture de l'automne, se laisse pénétrer d'une âcre odeur de mort », écrit, pour sa part, Émile Breton.